# Ryszard Kantor
Ryszard Mieczysław Kantor (ur. 7 maja 1947 w Gorzowie Wielkopolskim) – polski etnolog i antropolog kultury, profesor doktor habilitowany nauk humanistycznych. Wykładowca w Instytucie Studiów Międzykulturowych Uniwersytetu Jagiellońskiego.

## Życiorys
Studia na Uniwersytecie Jagiellońskim ukończył w 1972. W latach 1972–1993 pracował w Instytucie Polonijnym UJ, w Katedrze Etnografii Słowian, następnie Katedrze Socjologii i Stosunków Etnicznych, którą kierował w latach 1984-1985 i 1987-1988. W 1977 obronił pracę doktorską Recepcja i funkcje artystycznej twórczości ludowej na Polskiej Orawie w drugiej połowie XIX i w XX wieku napisaną pod kierunkiem Jadwigi Klimaszewskiej, w 1982 uzyskał na podstawie pracy Funkcje odzienia w tradycyjnej społeczności wiejskiej w XIX i XX wieku na obszarze Polski stopień doktora habilitowanego. Od 1993 pracował w Instytucie Etnologii UJ, od 2008 w Instytucie Studiów Międzykulturowych, gdzie kierował Katedrą Antropologii Kultury Współczesnej. W 1994 otrzymał tytuł profesora nauk humanistycznych.
Pracował też w Instytucie Etnologii i Folklorystyki na Wydziale Etnologii i Nauk o Edukacji w Cieszynie Uniwersytetu Śląskiego w Katowicach, Instytucie Nauk Pedagogicznych na Wydziale Historyczno-Pedagogicznym Uniwersytetu Opolskiego oraz Instytutu Filozofii i Socjologii na Wydziale Humanistycznym Uniwersytetu Pedagogicznego im. Komisji Edukacji Narodowej w Krakowie.
Był promotorem kilkunastu prac doktorskich m.in. Jerzego Łątki.
Był członkiem Komitetu Nauk Etnologicznych Polskiej Akademii Nauk (od 2011), Komitetu Badań nad Migracjami Ludności i Polonią PAN, a także prezesem Towarzystwa Rozwoju Zabawkarstwa.
Angażował się w działalność Akademickiego Klubu im. Prezydenta Lecha Kaczyńskiego.
Autor kilkunastu książek i ponad czterystu artykułów, haseł encyklopedycznych, omówień i recenzji.